# Пивара Требјеса
Требјеса је једина пивара у Црној Гори. Основана је 1896. године. Налази се у Никшићу, а посједује је MolsonCoors.
Пиво из Требјеса пиваре се највише конзумира у Црној Гори. Осим домаћег тржишта, Никшићко је познато и у Босни и Херцеговини, Хрватској, Словенији и Албанији. Одређене количине пива се извозе и у Енглеску, Канаду, Швајцарску, Њемачку и Француску.

## Историја
Пивара је 1997. продана компанији Interbrew за 25 милиона њемачких марака.
Средином октобра 2009. приватни инвестициони фонд ЦВЦ Капитал Партнерс је купио све акције Anheuser–Busch InBev у Централној Европи за 2,23 милијарде евра и преименовао операције у StarBrev.

## Производи
Никшићка пивара производи четири пива под брендираним именом „Ник“: Никшићко пиво, Ник голд, Ник кул и Ник тамно.
Осим Никшићког пива, Beck's се флашира у Требјеси и продаје у Црној Гори као домаће.